# Ernst Alfred Thalmann
Ernst-Alfred Thalmann (* 8. April 1881 in Basel; † 23. September 1938 ebenda) war ein Schweizer Fussballer, Jurist, Politiker und Kunstsammler.

## Biografie
Ernst-Alfred Thalmann, Sohn eines Lehrers, besuchte in Basel die Primarschule und das Humanistische Gymnasium. Anschliessend studierte er Rechtswissenschaften an den Universitäten Basel, Berlin und Paris. 1902 promovierte er in Basel zum Dr. iur. Ab 1904 war er Rechtskonsulent und Anwalt in Basel und galt als Spezialist für gewerblichen Rechtsschutz und für Aktienrecht. Er sass in den Verwaltungsräten der Ciba, der Weyer-Bank, der Lederimport AG, der Rheinischen Rückversicherung, der Tabakcompagnie AG und anderer Unternehmen und war Mitglied der Basler Handelskammer.
Thalmann spielte in jüngeren Jahren erfolgreich Fussball und war Mitglied der Schweizer Nationalmannschaft. Zwischen 1898 und 1904 spielte er sechs Jahre beim FC Basel und erzielte dabei in insgesamt 26 Einsätzen sechs Tore. Zwischen 1900 und 1915 präsidierte er auch den Verein während einem Zeitraum von rund zehn Jahren.
Thalmann gehörte der Radikaldemokratischen Partei an. Von 1911 bis 1937 nahm er im Grossen Rat des Kantons Basel-Stadt Einsitz. Von 1928 bis 1935 vertrat er seinen Wohnkanton im Ständerat. Ab 1929 war er Präsident der Kuratel der Universität Basel.
Als Kunstsammler war Thalmann auch Kommissionsmitglied der Öffentlichen Kunstsammlung. 1931 schuf Coghuf ein Portrait von Thalmann.